# أش
أش (بالألمانية: Aesch) هي بلدية تقع في مقاطعة ديتيكون الواقعة ضمن كانتون زيورخ في سويسرا. تبلغ مساحتها 5.24 كيلومتر مربع، ويقدر عدد سكانها بـ 1348 نسمة (حسب تعداد ديسمبر 2017).

## أعلام
- هانس ويسويلير